# پلتست

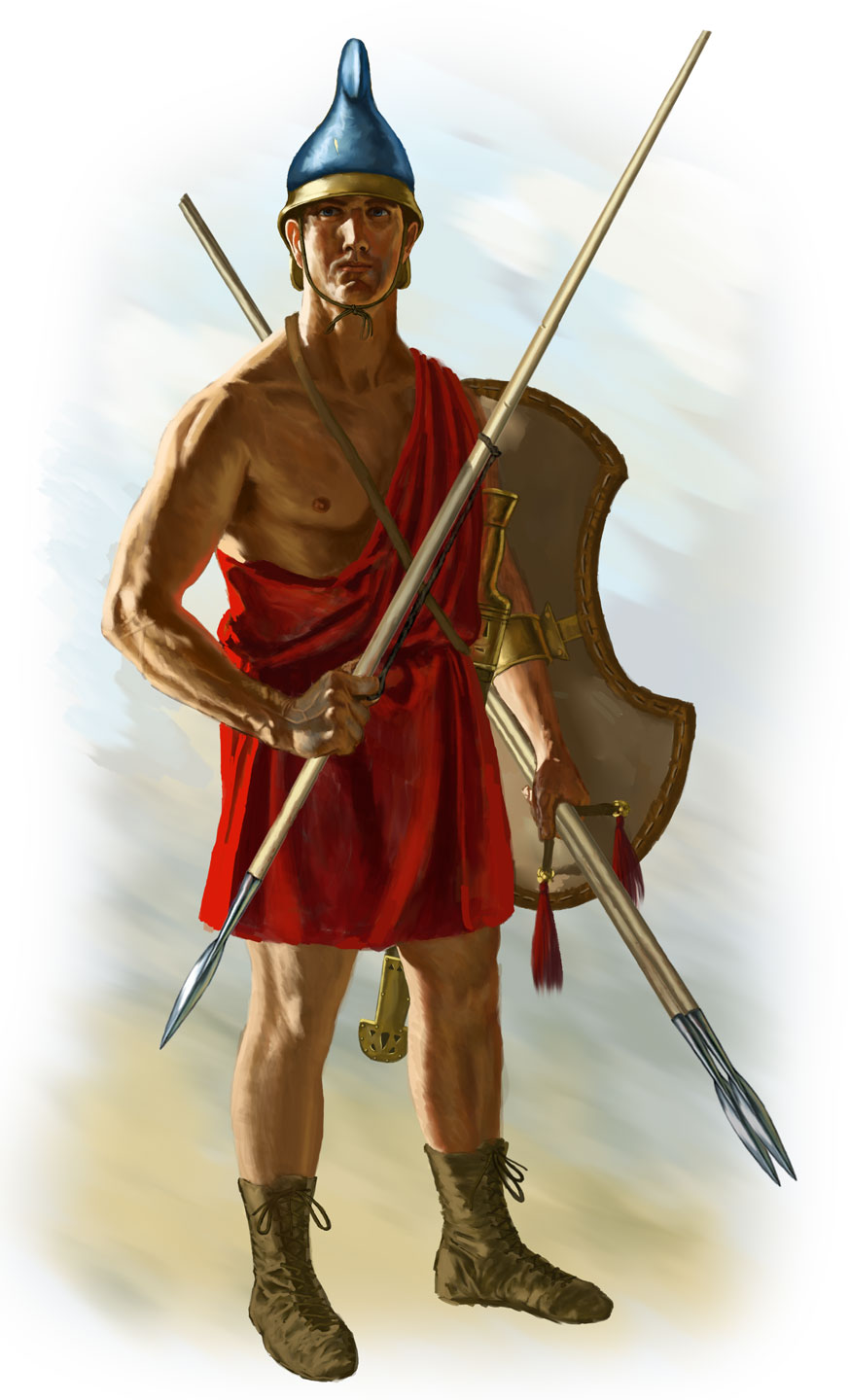
یک پلاتست آگریایی که سه نیزه (جاوِلین:نوعی نیزه مخصوص پرتاب)، یکی در دست پرتاب و دو تا در دست خود به عنوان مهمات اضافی دارد.

یک پِلتِست یا پِلاتَست (به زبان یونانی: πελταστής peltastes یک واحد پیاده‌نظام سبک بود که منشأ آن در تراکیه و پانونیا قرار داشت که اغلب به عنوان واحد نیزه انداز و رزم از دور در یونان و نواحی هلنی به کار برده می‌شد. در دوره قرون وسطی، از همین اصطلاح برای نوعی از پیاده‌نظام بیزانس استفاده می‌شد.

## شمایل
پلاتست‌ها دارای یک سپر حصیری هلالی شکل به نام " پِلتِ " (pelte) بودند (یونانی باستان: πέλτη peltē؛ لاتین: pelta ) این سپر به عنوان محافظ اصلی آنها به حساب می‌آمد، از این رو نام آنها از این سپر گرفته شده‌است. به گفته ارسطو، سپر بدون حاشیه بود و پوشیده از پوست بز یا گوسفند ساخته می‌شد. برخی منابع ادبی حاکی از این است که این سپر می‌توانست گرد باشد، اما در نگاره‌ها معمولاً هلالی شکل نشان داده می‌شود. همچنین در هنر سکاها می‌توان آثاری ازین دست سپرها را مشاهده کرد و ممکن است نوع رایجی از سلاح‌ها در اروپای مرکزی بوده باشد. طراحی سپر به گونه ای بوده که می‌شد سپر را با یک بند مرکزی و یک دستگیره نزدیک لبه یا فقط با یک دست دستی مرکزی نگه داشت که این طراحی باعث می‌شد سربازان بتوانند به راحتی و آزادی عمل با دست دیگر نیزه پرت کنند. همچنین ممکن است دارای یک بند حمل باشد، زیرا پلاتست های تراکیایی هنگام فرار از دشمن، سپرهای خود را به پشت خود می‌انداختند.

## سلاح
سلاح پلاتست‌ها شامل چند نیزه یا جاولین (javelin) می‌شده(akontia)، که ممکن است در ناحیه پشتی نیزه تسمه ای موجود بوده که به پرتاب کننده اجازه می‌داده نیروی بیشتری به پرتاب اعمال کند. همچنین در نبردهای تن به تن از شمشیر نیز استفاده می‌کردند.

## توسعه

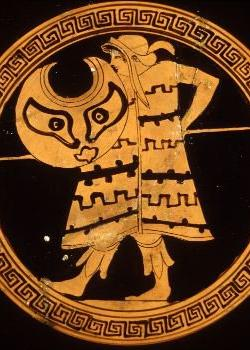
پلاتست با تمام تجهیزات خود (در نگاره قرمز رنگ از کیلیکس)

در دوران باستان ، سنت نظامی یونان تقریباً فقط بر پیاده‌نظام سنگین یا هاپلیت متمرکز شده بود.
سبک جنگی که توسط پلاتست‌ها استفاده می‌شد از تراکیه نشات می‌گیرد و اولین پلاتست های یونانی از شهرهای یونان در سواحل تراکیا استخدام می‌شدند. آنها به‌طور کلی روی گلدان‌ها و تصاویر دیگر به صورت پوشیده از لباس معمولی تراکی، که شامل کلاهک برجسته فریجیایی از پوست روباه و با پرتوهای گوش است، نشان داده می‌شدند. آنها همچنین معمولاً از تن‌پوشهای طرح دار، چکمه‌های پوست حنایی و شنل‌های بلندی استفاده می‌کردند که « «زیراس»»نامیده می‌شدند و با طرح روشن، هندسی تزئین شده بودند. با این حال، بسیاری از مزدورهای پلاتستی احتمالاً در یونان استخدام می‌شدند. بر روی برخی از گلدان‌ها نیز نشان هوپلایت یافت شده که (مردان با کلاه کورینسی*، زره ساق و کویراس، نگه داشتن نیزه هوپلیت) حمل پِلتِ نشان داده شده‌اند. غالباً، آمازونهای افسانه ای (زنان جنگجو) با تجهیزات پلاتستی نشان داده می‌شوند.
پلتست‌ها به تدریج در جنگ‌های یونان، به ویژه در طول جنگ پلوپونز، از اهمیت بیشتری برخوردار شدند.
زنفون، در آناباسیس، پلاتست‌ها را در برابر سواره نظام فارسی در نبرد کوناکسا در ۴۰۱ پیش از میلاد ذکر کرده، جایی که آنها به عنوان بخشی از نیروی مزدور در خدمت کوروش کوچک می‌جنگیدند.
تیسافرن با اولین بار یورش عقب نشینی نکرد (توسط نیروهای یونانی)، بلکه در عوض از مسیر رودخانه از میان یگان های پلاتست یونانی حرکت کرده بود. با این حال او هنگام عبور یک نفر را نیز نکشت. یونانیان صفوف خود را گشودند (تا اجازه دهند سواره نظام ایرانی از آن عبور کنند و آنان را به میان بکشند) و با عبور از خط شمشیرزنان اقدام به زدن ضربات (با شمشیر) و پرتاب نیزه به سمت آنها کردند. 
شرح گزنفون روشن می‌سازد که این «قشر نیروها» به شمشیرها، و نیزه مسلح بودند، اما نه یک نیزه، پلاتست‌ها هنگامی که با سواره نظام ایرانی در حال تهاجم روبرو شدند، صفوف خود را باز کرده و سواره نظام را در حالی که با شمشیر به آنها ضربه می‌زدند و نیزه‌ها را به سمت آنها پرتاب می‌کردند.

## در آناتولی

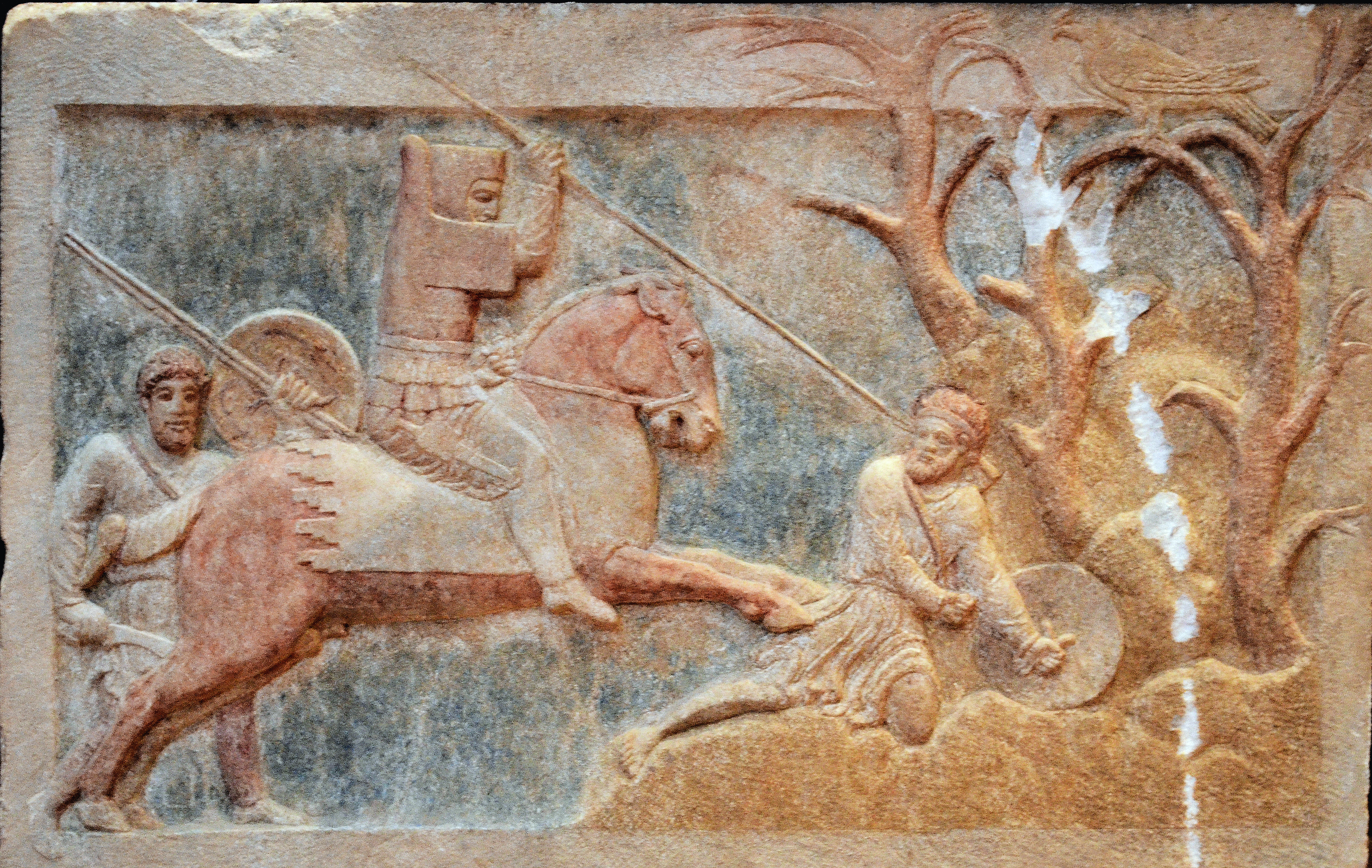
یک مزدور آتنی (سمت چپ) از یک شوالیه هخامنشی هلسپونتین فرجیا (وسط) پشتیبانی می‌کند که به یک سیلوس یونانی حمله می‌کند (راست). نام اثر:Altıkulaç Sarcophagus، اوایل قرن ۴ قبل از میلاد. پلاتست آتن مجهز به یک شمشیر ماچایرا، یک سپر گرد کوچک با یک شمشیرو نیزه‌هایی است که در چنگال قرار دارند، و او را به یک مبارز مؤثر در مناطق نزدیک علیه یک دشمن بی نظم تبدیل می‌کند

سنتی از نبرد با نیزه و سپر سبک در آناتولی نیز وجود داشت و چندین یگان مسلح مانند پلتست‌ها در سپاه بزرگ خشایارشا اول که به یونان در سال ۴۸۰ قبل از میلاد حمله کرد، وجود داشتند. به عنوان مثال، پافلاگونی‌ها و فریجیه ای‌ها که کلاه‌های حصیری و چکمه‌های بومی تا نیمه زانو می‌پوشیدند. آنها سپرهای کوچک، نیزه‌های کوتاه، نیزه و خنجر به همراه داشتند.

## عضویت در سپاهپارسی
از اواسط قرن ۵ قبل از میلاد به بعد، سربازان پلاتست در تصاویر یونانیان، در شمار نیروهای ایرانی ظاهر می‌شدند. آنها مانند پلاتست‌های یونانی و تراکیایی مجهز بودند، اما لباس‌های معمولی ارتش پارس را می‌پوشیدند. آنها اغلب تبرهای سبک، معروف به ساگاریس را به عنوان سلاح کمری حمل می‌کردند. گفته شده‌است که این نیروها در فارسی با نام تکابارا و سپرهای آنها با نام تاکا شناخته می‌شدند. پلاتست‌های پارسی ممکن است تحت تأثیر پلاتست‌های یونانی و تراکیایی قرار گرفته باشند. از دیگر منابع تأثیرگذار بر پلاتست‌های پارسی، قبایل تپه ای آناتولی مانند کوردوئنه (Corduene) ،میسیایی‌ها (Mysians) یا پیسیدیان‌ها (Pisidians) بودند. در منابع یونانی، این نیروها یا peltasts یا peltophoroi (حاملان pelte) نامیده می‌شدند.

## آرایش رزمی
پلتاست‌ها معمولاً در طرفین فالانژ‌ها مستقر می‌شدند و در پشت سوارنظام یا در مابین سایر یگان‌ها و خطوط شکسته شده قرار می‌گرفتند. به عنوان مثال، در کتاب هلنیکا، زنفون می‌نویسد: "هنگامی که درسیلیداس این را فهمید (که یک لشکر ایرانی در نزدیکی است)، به افسران خود دستور داد تا هر چه سریعتر افراد خود را در صف، عمق هشت درجه (فالانژ هپلیت) تشکیل دهند، و پلاتست‌ها را به همراه سواره نظام در هر دو بال (جناحین) مستقر کنید. آنها همچنین می‌توانند در حمایت از سایر نیروهای سبک مانند کمانداران و شکارچیان فعالیت کنند.

## تاکتیک نبرد
هنگامی که با هاپلیت روبرو می‌شویم، پلاتست‌ها با پرتاب نیزه از فاصله کوتاه عمل می‌کنند. اگر هوپلیت‌ها شارژ (حمله مستقیم) کنند، خطوط حیاطی عقب‌نشینی می‌کنند چرا که پلاتست‌ها تحمل نبرد با قوای سنگین را ندارند و با تاکتیک حمله عقب‌نشینی حمله دشمن را به نابودی می‌کشانند. از آنجا که آنها تجهیزات سبک‌تر از هاپلیت‌ها را حمل می‌کردند، معمولاً می‌توانستند با موفقیت فرار کنند، مخصوصاً در مناطق سخت و پر شیب. آنها پس از پایان تعقیب، در صورت امکان، با بهره‌گیری از هرگونه اختلال ایجاد شده در صفوف هاپلیت، به حمله برمی گردند. در نبرد اسفاکتریا (Sphacteria)، نیروهای آتن ۸۰۰ کماندار و حداقل ۸۰۰ پلاتست را شامل شدند. توکیدیدس، در تاریخ جنگ پلوپونزی، می‌نویسد:
آنها (هوپلیت‌های اسپارتایی) خود توسط اسلحه‌هایی که از طرف هر دو جناح توسط نیروهای سبک به سمت آنها شلیک شده بود، مقاومت کردند. اگرچه آنها (هاپلیت‌ها) در هر نقطه ای که دویدند نیروهای سبک را به عقب بردند و از روبرو نزدیک شدند، اما آنها (نیروهای سبک) حتی در عقب‌نشینی نیز جنگیدند، زیرا تجهیزات سنگینی نداشتند و به راحتی می‌توانستند از تعقیب کنندگان خود با سرعت بیشتری حرکت کنند.